# Gauropterus fulgidus
Gauropterus fulgidus – gatunek chrząszcza z rodziny kusakowatych i podrodziny kusaków. Zamieszkuje krainy palearktyczną, nearktyczną i orientalną.

## Taksonomia
Gatunek ten opisany został po raz pierwszy w 1787 roku przez Johana Christiana Fabriciusa pod nazwą Staphylinus fulgidus. Jako miejsce typowe wskazano Kilonię w Niemczech. Na przestrzeni lat umieszczany był w rodzajach żarlinek (Paederus), ryżak (Gyrohypnus), żezoń (Othius) i wydłużak (Xantholinus). W 1860 roku Carl Gustaf Thomson wyznaczył go gatunkiem typowym nowego rodzaju Gauropterus.

## Morfologia
Chrząszcz o wydłużonym, wąskim ciele długości od 8 do 13 mm. Głowa jest duża, czarna, o równoległych bokach, zaopatrzona w wyraźne bruzdy środkowe i pozbawiona bruzd czołowych zewnętrznych, pokryta dużymi, głównie owalnymi punktami, pozbawiona mikrorzeźby. Głaszczki szczękowe mają dłuższy od poprzedniego, smukły z lekko zaostrzonym wierzchołkiem człon czwarty. Czułki są czerwonobrunatne z czarnymi czterema pierwszymi członami. Przedplecze jest węższe od głowy, zwężone ku tyłowi, czarne, pozbawione grzbietowych szeregów punktów i mikrorzeźby, zaopatrzone zaś w wygięte, punktowane bruzdy boczne. Górna krawędź hypomery zakrzywia się w nasadowej połowie przedplecza ku dołowi i tam łączy się z dolną jej krawędzią. Pokrywy są krótsze od przedplecza, czerwone, każda z dwoma słabo zaznaczonymi podłużnymi szeregami punktów, pozbawione mikrorzeźby. Odnóża są brunatne z żółtoczerwonymi kolanami i stopami. Środkowa i tylna para odnóży ma pierwszy i drugi człon stóp podobnej długości. Czarno ubarwiony odwłok pokrywa rozproszone punktowanie, a miejscami także mikrorzeźba.

## Ekologia i występowanie
Owad ciepłolubny. Bytuje w grubszych warstwach gnijących szczątków roślinnych, gdzie ich procesy rozkładu zapewniają mu podwyższoną temperaturę. Zasiedla nasłonecznione zbocza z grubą warstwą ściółki dębowej lub bukowej, sterty nawozu, pryzmy kompostowe, śmietniska i hałdy trocin przy tartakach.
Gatunek szeroko rozprzestrzeniony na półkuli północnej. W Europie znany jest z Wielkiej Brytanii, Hiszpanii, Francji, Belgii, Holandii, Niemiec, Szwajcarii, Austrii, Włoch, Danii, Szwecji, Norwegii, Finlandii, Łotwy, Polski, Czech, Słowacji, Ukrainy, Węgier, Rumunii, Słowenii, Chorwacji, Grecji i europejskiej części Rosji. W Afryce Północnej zamieszkuje Wyspy Kanaryjskie, Maderę, Maroko, Algierię, Tunezję, Libię i Egipt. W Azji znany jest z Zakaukazia, Turcji, Syrii, Arabii Saudyjskiej, Iraku, Korei, Japonii, Sri Lanki, Mjanmy, Wietnamu i Indonezji. Ponadto podawany jest z Kanady i Stanów Zjednoczonych w nearktycznej Ameryce Północnej.